# Dick Last
Dick Last, född 3 februari 1969, är en svensk tidigare fotbollsmålvakt och sportchef i Örgryte IS.
Dick Last var under många år andremålvakt i IFK Göteborg med undantag för sejourer i IFK Norrköping och Danmark. Efter succé i IFK Norrköping där han bl.a. blev utsedd till årets målvakt flyttade Last tillbaka till IFK Göteborg. Väl tillbaka lyckades han inte ta posten som förstemålvakt den här gången heller och flyttade till Danmark. Det var först när Last flyttade till Örgryte IS år 2000 som han fick sitt stora genombrott som förstemålvakt i ett Göteborgslag. 2002 kom landslagsdebuten mot Portugal men Last spelade bara en landskamp.
Dick Last lade målvaktshandskarna på hyllan efter säsongen 2008, då Örgryte IS tog steget upp till Allsvenskan igen. Peter Abrahamsson, hade då redan börjat ta över Lasts roll som ÖIS förstemålvakt. Dick Last tog efter säsongen 2008 anställning som sportchef i Örgryte IS.
I februari 2009 började Dick Last träna för att göra en comeback som målvakt i ÖIS, då förstemålvakten Peter Abrahamsson blivit fingerskadad och troddes bli borta 2-3 månader om han tvingades till operation. ÖIS dåvarande övriga målvakter var David Stenman, som lånats av IFK Göteborg och Victor Skoglund från Örgrytes U-lag. Målvaktskrisen löstes med Nathan Coe som kom till ÖIS precis i säsongsinledningen 2009.

## Meriter
- 1 A-landskamp (mot Portugal 2002)
- 178 matcher i Allsvenskan (inför 2005)
- Lilla silvret 2002
- SM-brons 2003